# Lijst van rijksmonumenten in Voerendaal (gemeente)
De gemeente Voerendaal telt 93 inschrijvingen in het rijksmonumentenregister. Hieronder een overzicht.

## Barrier
De plaats Barrier telt 3 inschrijvingen in het rijksmonumentenregister.
| Object | Oorspronkelijke functie? | Bouwjaar                   | Architect | Locatie    | Coördinaten?                  | Nr.?  | Afbeelding        |
| --- | ------------------------ | -------------------------- | --------- | ---------- | ----------------------------- | ----- | ----------------- |
| Hoeve met open binnenplaats | Boerderij                | 1857 (hoeve) 1809 (schuur) |           | Terveurt   | 50° 52' 43" NB, 5° 54' 14" OL | 37897 | Meer afbeeldingen |
| Hoeve van baksteen, gelegen aan een binnenplaats. Voorgevel gepleisterd. Neoclassicistische deur. Een geheel vormend met nr 92 | Boerderij                | eerste helft 19e eeuw      |           | Barrier 90 | 50° 52' 44" NB, 5° 54' 0" OL  | 37916 | Meer afbeeldingen |
| Hoeve van baksteen, gelegen aan een binnenplaats. Witgeverfd uit 1836. Een geheel vormend met nr 90                            | Boerderij                | eerste helft 19e eeuw      |           | Barrier 92 | 50° 52' 44" NB, 5° 54' 1" OL  | 37917 | Meer afbeeldingen |

## Colmont
De plaats Colmont telt 3 inschrijvingen in het rijksmonumentenregister.
| Object                                                                          | Oorspronkelijke functie? | Bouwjaar      | Architect | Locatie                                | Coördinaten?                 | Nr.?  | Afbeelding                                                                      |
| ------------------------------------------------------------------------------- | ------------------------ | ------------- | --------- | -------------------------------------- | ---------------------------- | ----- | ------------------------------------------------------------------------------- |
| Hoeve van Kunradersteen en vakwerk; met binnenplaats; houten segmentboogvenster | Boerderij                | 18e eeuw      |           | Colmont 5                              | 50° 51' 7" NB, 5° 55' 58" OL | 37887 | Meer afbeeldingen                                                               |
| Hoeve met binnenplaats; van Kunradersteen en baksteen; rondboogpoort in vakwerk | Boerderij                | 18e eeuw      |           | Colmont 13                             | 50° 51' 6" NB, 5° 55' 56" OL | 37888 | Hoeve met binnenplaats; van Kunradersteen en baksteen; rondboogpoort in vakwerk |
| Terrein waarin de overblijfselen van een romeinse villa                         | Archeologisch monument   | Romeinse tijd |           | Ten noordwesten Kolmonderweg-Karstraat | 50° 51' 14" NB, 5° 55' 9" OL | 46186 | Meer afbeeldingen                                                               |

## Craubeek
De plaats Craubeek telt 10 inschrijvingen in het rijksmonumentenregister.
| Object | Oorspronkelijke functie? | Bouwjaar                                                         | Architect                           | Locatie             | Coördinaten?                  | Nr.?   | Afbeelding                              |
| --- | ------------------------ | ---------------------------------------------------------------- | ----------------------------------- | ------------------- | ----------------------------- | ------ | --------------------------------------- |
| Hoeve van Kunradersteen om een binnenplaats. Rechts aan de straat een trapgevel van mergel                                                                              | Boerderij                | ca. 1700 (losse achtervleugel) 1729 (straatvleugel) 1844 (poort) |                                     | Craubekerstraat 2   | 50° 52' 31" NB, 5° 53' 41" OL | 37918  | Meer afbeeldingen                       |
| Hoeve in haakvorm van mergel en vakwerk | Boerderij                | 18e eeuw                                                         |                                     | Penderskoolhofweg 1 | 50° 52' 31" NB, 5° 53' 40" OL | 37919  | Hoeve in haakvorm van mergel en vakwerk |
| Hoeve in haakvorm | Boerderij                | ca. 1700                                                         |                                     | Penderskoolhofweg 3 | 50° 52' 31" NB, 5° 53' 39" OL | 37920  | Hoeve in haakvorm                       |
| De Bokhof. Buitengevels van Kunradersteen; links aan de voorzijde een trapgevel; rechts een puntgevel. Aan de binnenplaats vakwerk                                      | Boerderij                | ca. 1700 (bouw) 1777 (gewijzigd)                                 |                                     | Kaardenbekerweg 5   | 50° 52' 34" NB, 5° 53' 46" OL | 37921  | Meer afbeeldingen                       |
| Hoeve Cardenbeek, grotendeels van baksteen, om een gesloten binnenplaats: schuur uit 1827 echter van mergel. Aan de achterzijde twee puntgevels en een poort. Interieur | Boerderij                | 1827 (schuur) 1828 (poort) tweede kwart 19e eeuw (interieur)     |                                     | Kaardenbekerweg 30  | 50° 52' 27" NB, 5° 53' 60" OL | 37922  | Meer afbeeldingen                       |
| Waterstation van waterpompstation Craubeek | Nutsbedrijf              | 1922                                                             | Afdeling Openbare Werken te Heerlen | Terveurt bij 1      | 50° 52' 37" NB, 5° 54' 8" OL  | 507150 | Meer afbeeldingen                       |
| Pompgebouw van waterpompstation Craubeek | Nutsbedrijf              | 1922                                                             | Afdeling Openbare Werken te Heerlen | Terveurt bij 1      | 50° 52' 37" NB, 5° 54' 8" OL  | 507151 | Meer afbeeldingen                       |
| Dienstwoning voor de machinist van het waterstation van waterpompstation Craubeek                                                                                       | Dienstwoning             | 1929                                                             | Afdeling Openbare Werken te Heerlen | Terveurt 1          | 50° 52' 37" NB, 5° 54' 8" OL  | 507152 | Meer afbeeldingen                       |
| Pompgebouw van waterpompstation Craubeek | Nutsbedrijf              | 1922                                                             | Afdeling Openbare Werken te Heerlen | Terveurt bij 1      | 50° 52' 37" NB, 5° 54' 8" OL  | 507153 | Meer afbeeldingen                       |
| Pompgebouw van waterpompstation Craubeek | Nutsbedrijf              | 1922                                                             | Afdeling Openbare Werken te Heerlen | Terveurt bij 1      | 50° 52' 37" NB, 5° 54' 8" OL  | 507154 | Meer afbeeldingen                       |

## Klimmen
De plaats Klimmen telt 16 inschrijvingen in het rijksmonumentenregister. Zie Lijst van rijksmonumenten in Klimmen voor een overzicht.

## Mingersborg
De plaats Mingersborg telt 3 inschrijvingen in het rijksmonumentenregister.
| Object | Oorspronkelijke functie?  | Bouwjaar              | Architect | Locatie        | Coördinaten?                  | Nr.?  | Afbeelding |
| --- | ------------------------- | --------------------- | --------- | -------------- | ----------------------------- | ----- | --- |
| Op de Vrouweheide | Industrie- en poldermolen | 1858                  |           | Vrouwenheide 1 | 50° 50' 41" NB, 5° 57' 4" OL  | 37893 | Meer afbeeldingen |
| Hoeve met binnenplaats; van Kunradersteen en baksteen | Boerderij                 | 19e eeuw en later     |           | Mingersborg 20 | 50° 50' 42" NB, 5° 56' 48" OL | 37894 | Hoeve met binnenplaats; van Kunradersteen en baksteen |
| Hoeve, van Kunradersteen en baksteen en aan de binnenplaats ook vakwerk; aan de straat een topgevel van Kunradersteen. Op de binnenplaats een crucifix, dat vroeger als wegkruis gestaan heeft op de hoek Eyserweg-Achterweg | Boerderij                 | eerste helft 19e eeuw |           | Mingersborg 22 | 50° 50' 41" NB, 5° 56' 48" OL | 37895 | Hoeve, van Kunradersteen en baksteen en aan de binnenplaats ook vakwerk; aan de straat een topgevel van Kunradersteen. Op de binnenplaats een crucifix, dat vroeger als wegkruis gestaan heeft op de hoek Eyserweg-Achterweg |

## Ransdaal
De plaats Ransdaal telt 8 inschrijvingen in het rijksmonumentenregister. Zie Lijst van rijksmonumenten in Ransdaal voor een overzicht.

## Retersbeek
De plaats Retersbeek telt 17 inschrijvingen in het rijksmonumentenregister. Zie Lijst van rijksmonumenten in Retersbeek voor een overzicht.

## Termaar
De plaats Termaar telt 1 inschrijving in het rijksmonumentenregister.
| Object                                                    | Oorspronkelijke functie? | Bouwjaar | Architect | Locatie       | Coördinaten?                 | Nr.?  | Afbeelding        |
| --------------------------------------------------------- | ------------------------ | -------- | --------- | ------------- | ---------------------------- | ----- | ----------------- |
| Hoeve van mergel van vakwerk om een gesloten binnenplaats | Boerderij                | 1700     |           | Mareheiweg 30 | 50° 52' 9" NB, 5° 53' 24" OL | 37933 | Meer afbeeldingen |

## Ubachsberg
De plaats Ubachsberg telt 6 inschrijvingen in het rijksmonumentenregister.
| Object | Oorspronkelijke functie? | Bouwjaar               | Architect | Locatie               | Coördinaten?                  | Nr.?   | Afbeelding        |
| --- | ------------------------ | ---------------------- | --------- | --------------------- | ----------------------------- | ------ | ----------------- |
| Vakwerkhuis op rechthoekige plattegrond, met lage verdieping en onder met Hollandse pannen gedekt zadeldak                                                             | Boerderij                | 18e eeuw               |           | Schoolstraat 21       | 50° 51' 18" NB, 5° 56' 39" OL | 34307  | Meer afbeeldingen |
| Hoeve met binnenplaats; van Kunradersteen, baksteen met speklagen van mergel en aan de binnenplaats vakwerk. Twee puntgevels met speklagen. Op poortsluitsteen jaartal | Boerderij                | 1759 (poortsluitsteen) |           | Dalstraat 2           | 50° 51' 9" NB, 5° 57' 8" OL   | 37898  | Meer afbeeldingen |
| Hoeve met binnenplaats; van Kunradersteen; Van belang door ligging naast Dalstraat 2                                                                                   | Boerderij                | 1865                   |           | Hunsstraat 20A        | 50° 51' 8" NB, 5° 57' 6" OL   | 37899  | Meer afbeeldingen |
| R.K. Kerk; schip en ingebouwde westtoren. Klokkenstoel met klok van F.A. Gaulard, 1838, diam. 60 cm                                                                    | Kerk en kerkonderdeel    | 1841                   |           | Kerkstraat 30         | 50° 51' 11" NB, 5° 56' 52" OL | 37900  | Meer afbeeldingen |
| Zes kalkovens Kurvers | Industrie                | 1914-1918              |           | Daelsweg tegenover 12 | 50° 51' 22" NB, 5° 57' 47" OL | 507159 | Meer afbeeldingen |
| Kalkovens boerderij Schneiders | Industrie                | 1914-1918              |           | Daelsweg bij 16       | 50° 51' 34" NB, 5° 57' 49" OL | 507160 | Meer afbeeldingen |

## Voerendaal
De plaats Voerendaal telt 21 inschrijvingen in het rijksmonumentenregister. Zie Lijst van rijksmonumenten in Voerendaal (plaats) voor een overzicht.

## Weustenrade
De plaats Weustenrade telt 4 inschrijvingen in het rijksmonumentenregister.
| Object | Oorspronkelijke functie?  | Bouwjaar               | Architect | Locatie            | Coördinaten?                  | Nr.?  | Afbeelding        |
| --- | ------------------------- | ---------------------- | --------- | ------------------ | ----------------------------- | ----- | ----------------- |
| Hoeve van mergel en baksteen; aan de gesloten binnenplaats een vakwerkfragment, waarin een ingang met hoekkorbeeltjes          | Boerderij                 | 17e/18e eeuw           |           | Esschenderweg 1    | 50° 53' 56" NB, 5° 55' 0" OL  | 37934 | Meer afbeeldingen |
| Hoeve, ten dele van Kunradersteen; om gesloten binnenplaats. Op de poortsluitsteen                                             | Boerderij                 | 1660 (poortsluitsteen) |           | Jan Peukensweg 7   | 50° 53' 54" NB, 5° 54' 55" OL | 37935 | Meer afbeeldingen |
| Hoeve, ten dele van vakwerk; om gesloten binnenplaats                                                                          | Boerderij                 | 18e eeuw               |           | Jan Peukensweg 13  | 50° 53' 53" NB, 5° 54' 55" OL | 37936 | Meer afbeeldingen |
| Voormalige Oliemolen van Weustenrade, hoofdgebouw van mergel, baksteen en vakwerk; lagere zijvleugels haaks hierop van vakwerk | Industrie- en poldermolen | 1800 of eerder         |           | Oliemolenstraat 34 | 50° 54' 10" NB, 5° 55' 14" OL | 37937 | Meer afbeeldingen |

## Winthagen
De plaats Winthagen telt 6 inschrijvingen in het rijksmonumentenregister.
| Object | Oorspronkelijke functie? | Bouwjaar                            | Architect | Locatie      | Coördinaten?                  | Nr.?  | Afbeelding        |
| --- | ------------------------ | ----------------------------------- | --------- | ------------ | ----------------------------- | ----- | ----------------- |
| Hoeve van kunradersteen met vakwerk om binnenplaats | Boerderij                | 1753 (hoeve) 1868 (poortsluitsteen) |           | Winthagen 28 | 50° 51' 47" NB, 5° 55' 53" OL | 37892 | Meer afbeeldingen |
| Winthagerhof; hoeve met binnenplaats van Kunradersteen, mergel en baksteen; aan de straat twee puntgevels. Woonhuis met segmentboogvensters en rechthoekige vensters in Naamse steen, en resten van oudere venstertjes en van een rondboogingang; gevelsteen in de puntgevel van mergel | Boerderij                | 18e-19e eeuw 1712 (gevelsteen)      |           | Winthagen 1  | 50° 51' 52" NB, 5° 55' 51" OL | 37902 | Meer afbeeldingen |
| Hoeve met open binnenplaats; van Kunradersteen | Boerderij                | eerste helft 19e eeuw               |           | Winthagen 2  | 50° 51' 50" NB, 5° 55' 52" OL | 37903 | Meer afbeeldingen |
| Hoeve met binnenplaats; van Kunradersteen met o.a. tweelichtkozijn van mergel | Boerderij                | 18e eeuw                            |           | Winthagen 3  | 50° 51' 49" NB, 5° 55' 52" OL | 37904 | Meer afbeeldingen |
| Haakvormige hoeve van Kunradersteen en vakwerk | Boerderij                | eerste helft 19e eeuw               |           | Winthagen 4  | 50° 51' 49" NB, 5° 55' 53" OL | 37905 | Meer afbeeldingen |
| Hoeve met Kunradersteen en aan de binnenplaats ook vakwerk met taustenen rondboogpoort | Boerderij                | 1721 (rondboogpoort)                |           | Winthagen 9  | 50° 51' 46" NB, 5° 55' 55" OL | 37906 | Meer afbeeldingen |

Beek ·
Beekdaelen ·
Beesel ·
Bergen ·
Brunssum ·
Echt-Susteren ·
Eijsden-Margraten ·
Gennep ·
Gulpen-Wittem ·
Heerlen ·
Horst aan de Maas ·
Kerkrade ·
Landgraaf ·
Leudal ·
Maasgouw ·
Maastricht ·
Meerssen ·
Mook en Middelaar ·
Nederweert ·
Peel en Maas ·
Roerdalen ·
Roermond ·
Simpelveld ·
Sittard-Geleen ·
Stein ·
Vaals ·
Valkenburg aan de Geul ·
Venlo ·
Venray ·
Voerendaal ·
Weert